# Jair Picerni
Jair Picerni (ur. 20 października 1944 w São Paulo) – piłkarz i trener brazylijski, występujący podczas kariery na pozycji prawego obrońcy.

## Kariera klubowa
Jair Picerni karierę piłkarską rozpoczął w klubie SE Palmeiras, gdzie grał w pierwszej połowie lat sześćdziesiątych. W latach 1967–1972 występował w Nacionalu São Paulo, w latach 1973–1976 w Guarani FC. W Guarani 2 września 1973 w wygranym 2-0 meczu z Paysandu SC Picerni zadebiutował w lidze brazylijskiej.
Ostatnim klubem w jego karierze było Ponte Preta Campinas, gdzie występował w latach 1976–1978. W Ponte Preta 19 września 1976 w wygranym 2-0 meczu z Cearą Fortaleza Picerni po raz ostatni wystąpił w lidze. Ogółem w latach 1973–1976 w lidze brazylijskiej wystąpił w 69 meczach i strzelił 4 bramki.

## Kariera trenerska
Po zakończeniu kariery piłkarskiej Jair Picerni został trenerem. Trenował wiele klubów brazylijskiej m.in. Ponte Preta, Internacional Porto Alegre, Corinthians, Portuguesę, Recife, Palmeiras, Bahię, Guarani, Atlético Mineiro czy São Caetano. Największe sukcesy osiągnął w Sporcie Recife, z którym zdobył mistrzostwo Brazylii w 1987 oraz w AD São Caetano, z którym dwukrotnie zdobył wicemistrzostwo Brazylii w 2000 i 2001 oraz dotarł do finału Copa Libertadores 2002.
Z Gamą w 1999 oraz Palmeiras w 2003 wygrywał rozgrywki II ligi brazylijskiej. Ostatnim sukcesem w pracy z klubami jest mistrzostwo stanu Ceará – Campeonato Cearense w 2006 z Fortalezą. W 1984 roku prowadził olimpijską reprezentację Brazylii na Igrzyskach Olimpijskich w Los Angeles. Brazylia wywalczyła srebrny medal (pierwszy w historii), przegrywając w finale z Francją.
Obecnie jest trenerem występującego w II lidze stanu São Paulo Red Bull Brasil.